# ده خان (چترود)
ده خان، روستایی است از توابع بخش چترود شهرستان کرمان در استان کرمان ایران.

## جمعیت
این روستا در دهستان کویرات قرار داشته و براساس آخرین سرشماری مرکز آمار ایران در سال ۱۳۸۵، جمعیت آن 20نفر ( 4خانوار) بوده‌است.